# 影

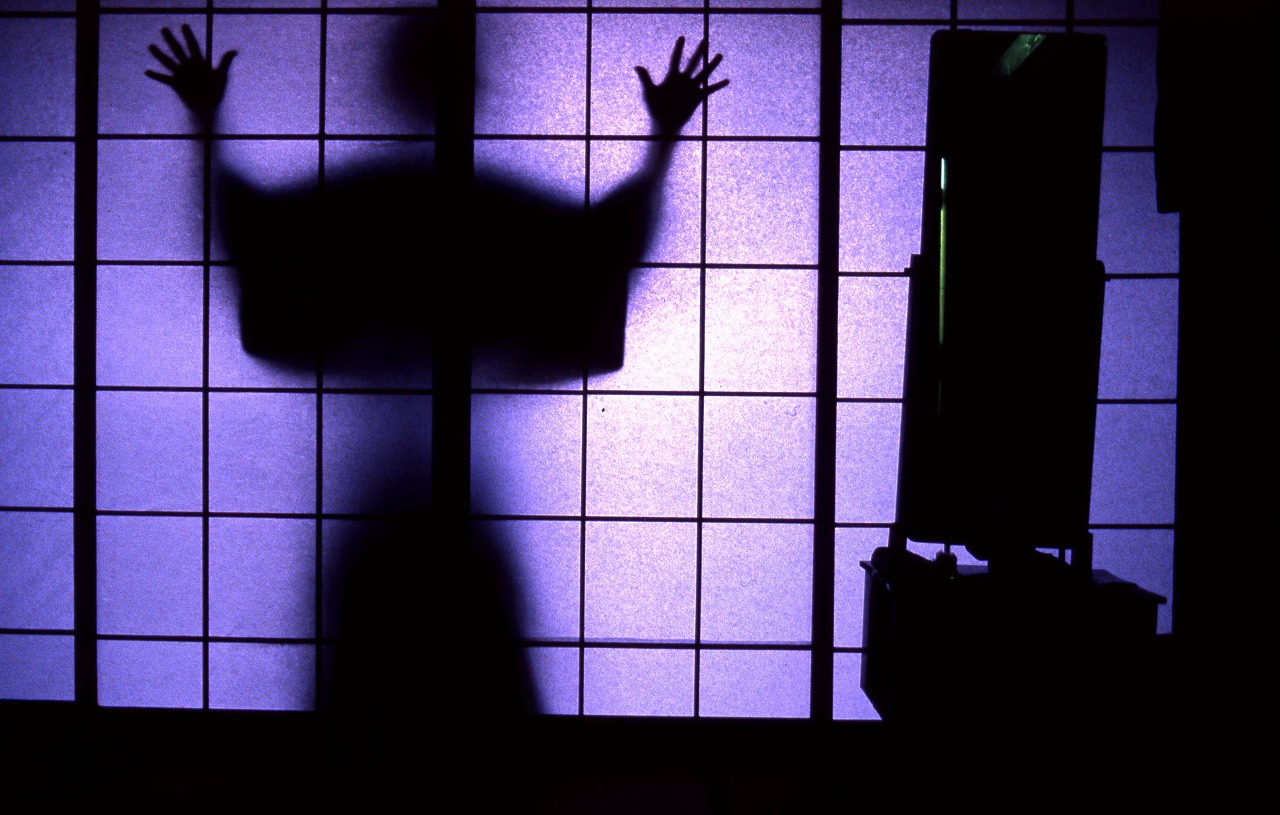
障子に映る影

影（かげ、英語：shadow、ドイツ語：Schatten）は、物体や人などが、光の進行を遮る結果、壁や地面にできる暗い領域である。影は、その原因となる物体や人の輪郭に似たものとなるが、壁や地面など、影ができる面の角度に応じて、普通、歪んだ像となる。比喩的な意味でも使われ、文学や心理学の概念としても使用される。
なお、光の当たらないところは、区別して、陰（かげ、英語：shade）と書く。

## 物理現象としての影
影は物理現象としては、光が直進性を持つことから生まれる。また光の波長に較べ、影の原因となる物体が非常に巨大であるため、輪郭の明瞭な影が成立する。電波は、物理学的には、本質的に光と変わりない電磁波であるが、波長が非常に長く、人体や建造物などと較べると遥かに大きいため、電波もまた直進性を持つとは言え、電波による影は、日常的なサイズの物体等については生まれない。
ビルの蔭などになると、TV電波の受信で電波障害が起こるが、これは光学的な「半影」に相当する現象である。影という場合は、通常、特定光源・電磁波源からの光・電磁波についての「真影」のことを指すので、電波等の場合は、日常的な物体サイズでは、影は生じないのである。別の言葉で述べると、直進する電波がビルに当たった場合、波長が非常に長いため、電波は散乱してビルの背後にまで回ってしまい、純粋な影はできない。

## 投影
影については、光源を「点光源」として考えると分かりやすい。一つの点より光が放射され、それが四方八方の空間に広がって行くとき、このような光源は「点光源」である。
また影が映る地面または壁としては、抽象化して、「平面スクリーン」を考える。もちろん、地面も壁も、具体的に存在するものは決して純粋な平面ではなく、でこぼこが表面にあったり、大きく円盤状に湾曲していたり、あるいは波状に起伏している場合もあるが、理想化して、純粋な平面スクリーンに映ると考える。
このように考えると、影の形は、光源とスクリーンのあいだにあって、光を遮る物体あるいは人等の「輪郭」を、スクリーン平面に投影した形となる。

### 点光源による影
点光源と物体の中心点（どこが中心点かは、物体に応じて適宜に決める）とを結ぶ直線を考えると、スクリーンが、この直線に対し、直角に交わる形に置かれているか、または傾いた角度で置かれているかで、影の輪郭の「歪み」のありようが変化する（この、光源と物体の中心を結ぶ直線を、「投影中心線」とここでは呼ぶ）。
- スクリーン平面が、投影中心線と直角に交わる場合（言い換えれば、投影中心線に対し、スクリーンが法平面である場合）
  - 物体の輪郭と、影の輪郭は相似形で、歪みはない。光源とスクリーンが固定されている場合、物体が光源に近づくと、スクリーン上の影は大きくなり、その反対に、光源から遠ざかると、影は小さくなる。
- スクリーン平面が、投影中心線と直角に交わらず、傾きを持つ場合（このとき、スクリーンには、二つの方向ができる。影の部分からスクリーン上を移動すると、光源より遠ざかる方向と、その逆の方向で、光源に近寄ろうとする方向である）
  - 光源より遠ざかる方向に進むと：　影は、投影中心線がスクリーンと交わる位置にできる影よりも、大きくなり歪んだ形になる。
  - 光源に近づく方向に進むと：　影は、投影中心線がスクリーンと交わる位置にできる影よりも、小さくなり歪んだ形になる。

### 平行光源による影
点光源による影の場合の話を、点光源が「無限に遠い位置」にあるとして考えた場合が、平行光源による影である。無論、物理的には、点光源が無限遠方にあると、光のエネルギーはゼロとなり、投影像は生まれない。しかし、幾何学的には、平行な光の影を考えることができる。光源が非常に遠方にある場合、例えば、太陽の光などが造る影だと、近似的に、太陽が無限の遠方にあると考え、平行光源と見なすことができる。
先に、投影中心線とスクリーン平面の交わりが、直角かそうでないかによって、二つの場合があった。平行光源の場合、この二つのケースは、製図における「正投影」と「斜投影」に該当する。
- スクリーン平面が、平行に進む光と直角に交わる場合（正投影の場合）
  - 物体の輪郭と、影の輪郭は合同で、歪みはなく、大きさにも違いはない。
- スクリーン平面が、平行に進む光と斜めに交わる場合（斜投影の場合）
  - この場合も、スクリーンには二つの方向ができるが、点光源の場合の影とは別の歪み方となる。物体の影は、この二つの方向で、幅に変化はなく、長さだけが、一定の比率で大きくなる。

夕方などになって、太陽の高度が低くなると、平面に近い地面にできる人の影などは、長く伸びた影となる。この影は、上の「斜投影」の場合に当たっており、影は、幅に変化は生じず、長さだけが大きくなる。その結果、人の影などは、長さを n倍しただけの歪みのない、「縦に伸びた姿」になる。
サーチライトなどの点光源で照らされた場合、地面にできる人の影は、遠く離れるほどに幅も大きくなって行くが、太陽が光源となって地面にできる影は、どこまで遠ざかっても、幅は一定である。平行光源によってできる影よりも、点光源による影の方が、より歪みが大きい。

## 複合投影像としての影
光源を点光源とし、点光源が有限の距離にある場合と、無限の距離にある場合（平行光源）の影のできかたを以上で述べたが、現実には、複数の光源があるのが通常である。また、光源が「点光源」というのは理想化であって、光源は普通、「大きさ」を持っている。

### 複数光源による影
光源を点光源とし、単一ではなく、複数の光源がある場合の影を考えることができる。
この場合は、「光の重ね合わせ」の原理が適用できる。影は、光が物体等で遮ぎられて、光が当たらない結果できるものであるので、光源ごとでできる影のパターンを考え、この影のパターンを重ね合わせれば、どのような影ができるのか再現できる。

#### 真影と半影
この場合、スクリーン上にできる影の領域は、影の合成として、明るさの度合いが異なる複数のものが生まれる。どの光源からも光が来ない領域は、本来の影であって、これを真影と言う。他方、ある光源からは真影であるが、別の光源からは光が来る領域は、完全な影ではない。このような領域を半影と言う。

#### 半影の明るさ
N個の（点）光源があるとして、それぞれの代表的な「明るさの比率」というものを考える。ここでいう「明るさの比率」とは、影ができる位置で、影の中心とも考えられる点を考え、光を遮る物体がない場合のこの点の明るさを、1 として、この明るさ 1 に、それぞれの光源がどの程度の明るさの寄与を行っているかを示す比率数字である。
これを、S1, S2, S3, ……Sn とするとき、S1＋S2＋S3＋……＋Sn＝1 である。二つの光源 A と B があり、A の方が明るく、光の明るさの寄与として、A が6割、B が4割のときは、S(A)＝0.6, S(B)＝0.4 というような数字になる。
更に、ある半影の点が、特定の光源について、真影であるか、そうでないかによって、0 と 1 の数字となる、パリティ P (i) を考える。i 番目の光源について、半影の点において、光が遮られている場合、P (i)＝0 であり、光が遮られていない場合、P (i)＝1 である。このようにすると、ある特定の点の「半影としての明るさ」は次の式で表現できる：
明るさ＝P (1)・S1＋P (2)・S2＋P (3)・S3＋……＋P (n)・Sn
N個の光源があるとき、それぞれの光源の明るさの比率が異なると、2^n-2（ 2 の n 乗マイナス 2 ）種類の半影領域があることになる（「マイナス 2」は、影のない領域と真影の二つの領域である）。

#### 色彩半影
複数の光源が存在し、それぞれの光源が異なる色の光である場合、半影には微妙な色彩のヴァリエーションが生まれることになる。
青い星と赤い星の連星系に惑星があった場合、この惑星上では、青と赤の半影が存在することになる。

### 大きさを持つ光源の影
点光源は理想化であって、現実に存在する光源は大きさを持っている。曇りガラスのランプの下にできる影は、輪郭が曖昧でぼけており、フリンジには、連続半影が生じる。太陽の場合でも、厳密には大きさのある光源であって、影の輪郭には、連続半影のフリンジが存在する。
螢光灯のような光源は、光源の広がりが大きいので、天井などにある場合は、床にできる影はすべて半影となる。天井に非常に多数の螢光灯があったり、天井全体が、乱反射による発光源である場合は、床に影がほとんど存在しない場合もある。
外科手術などの場合、外科医の手や器具などが影を造り出すことで、手術の過程が見づらくなることがある。これを回避するため、影ができないように「無影灯」が工夫されている。

## 天体現象における影

### 日食
日食は、地上で観測する人には、太陽光球面を月が遮り、太陽からの光を消し去る天文現象に見える。しかし、日食が起こっているとき、宇宙空間から地球表面を見ると、「月の影」が、徐々に大きさを増して、地球表面を通過して行く現象に見える。
このとき、地球表面にできる月の影が、半影である場合は、部分日食であり、ごく一部の地域でも、真影が生じる場合、地球上のこの地域では、皆既日食が起こっている。

### 月食

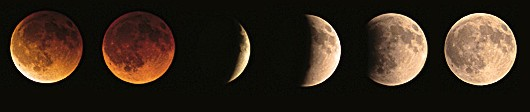
月食の進行（連続写真）

日食の場合は、地球上の観測者は影を観測するのではなく影のなかに自身が入って行くが、月食は、月面に映る地球の影を観察する天文現象である。
地球の方が月よりも大きな天体であり、月から見た地球の視直径は、地球から見た月の視直径よりも遥かに大きい（実質の大きさでも、視直径でも、地球が月の約4倍）。このため、日食に比べ月食の方が起こりやすい。
日食の場合は、1）部分日食、2）皆既日食、そして、月の視直径と太陽の視直径が非常に近い数字であるため稀に起こる、3）金環日食の三種類の食がある。月食の場合は、地球の視直径が大きいので金環月食はない。その代わりに、半影食があり、月食の場合は、1）半影月食、2）部分月食、3）皆既月食の三種類になる。
半影月食は、月から見ると、地球による部分日食に見えるが、地球から見る部分日食と異なるのは、地球から見える月面の全領域が、太陽の半影領域に入ることである。月面全体から見て、地球による部分日食が起こっている状態である。

### 自然物や人工物の高さの測定
樹木やピラミッドの高さなどを、それらが造る影の長さを測定して、同じときに測った、垂直に立てた棒などの影の長さとの相似計算で算出する方法は古代から存在した。
近年、人工衛星による地上写真を元に、山や、建造物などの高さを、その影の長さを測定し算出する技術がある。人工衛星から、垂直に下の地上を撮影した衛星写真では、建造物の構造とか、自然の地形とかが平坦に写り、起伏が判別できないので、影を使って、立体構造を識別する。
このような影を使う、高さの算出方法は、月面に存在する山や盆地の高低などの測定にも使われていた。また水星や火星などの地形も、この方法で算出することができ、惑星間人工天体の飛行で、以前は近接して観測できなかった小惑星や外惑星の衛星などの写真においても、影のありようを解析して、立体的な起伏を算出することができる。

## 文化的概念としての影
影は、物理的には、物体等によって光が遮られる結果できる、暗い領域のことを言う。影は、一般に、幾らかの歪みはあるとは言え、元の物体や、人物の輪郭に類似した形を持っている。
また、視覚を感覚中心としている人間にとっては、光があってものが見える場合、常に「影」が存在しており、影は、その原因となる遮蔽物象と常に対となって存在しているという考えがある。更に、影のなかに入ることは、光から遠ざかることであり、日常世界からなにがしかの距離を置くことだとの観念もまた派生した。

### 原像と影像
文化的には、事象一般について、元の存在である「原像」と、その補完存在あるいは二次的存在としての「影像」という観念が成立する。
人間の「魂」について、未開時代から現代にいたるまで、様々な把握があるが、魂自体と、魂を補完する像としての「魂の影」という考え方がある。魂の影とはどのようなものであるのか、魂がどのように観念されているかによって、色々な把握がある。
古代ギリシア語の「プシューケー ψυχη」は、「魂の影」または「人の影」というような意味を持っていた。幽霊と多くの文化で呼ばれているものは、弱々しく儚い影の現象でもある。
プラトンの語るところでは、我々の見ているもの、現象世界は、真実在世界の影であると言う。この場合、影は原像の姿を暗示し、類似した形を持つが、原像の実在そのものとは異なっている。このような真実在と仮象としての影という把握は、人類の長い宗教的・文化的なイメージの歴史から意味が織り出されていると言える。

### 光の世界と影の世界
光に対しては闇があり、光の世界に対しては闇の世界があると言える。しかし他方で、光・昼間の世界に対し、闇・夜の世界があるという対立図と並んで、光・昼間の世界に対し、影・薄暮の世界があるという観念がある。
光が生命の躍動に満ちた生であり存在なら、闇は死であり無である。しかし、その中間に亡霊としてのはかない影の存在する「影の世界」がある。影の世界とは「冥府」であり、夜の夢のなかで見る暗いイメージの世界である。

## 文化的現象としての影の意味
人間の心理における影の概念の多様さと重要さが、影の神話や影の暗喩、また様々な思想的な意味を担って文化的に現象したと言える。人の生と死をめぐる影の現象学があり、また影の意味を問いかける文学が存在する。

### 宗教における影
影は、夢や想像に現れる死者などのイメージであり、魂に付随する第二の魂でもある。自分自身の姿を見ることを「自己視」というが、自己視は魂の身体からの離脱を意味し、「二重身（ドッペルゲンガー）」の現象と関連する。
影ははかない魂であり、そのイメージであるが、自分自身で自分の影を見ることは、ある文化の解釈では、死を前にしていることを意味した。自分の姿を外部に見ることを「影の病」とも称したが、それは死の自覚であった。

### 魔術における影
魔術・呪術においては光に対応する闇としてなど、多様な象徴性を持つ。また影にも本体の魂の一部がある、という考えがあり、それは他人、特に目上の人の影を踏まないという礼儀作法などとして表現される。
ファンタジーにおける魔術では、忍術で用いられる「影縫い」が有名である。忍者が敵の影である地面に手裏剣を投げると、本来物理的関係のない本体が傷ついたり行動不能になったりする。これは人形同様本体との呪術的な関係性をイメージしてと考えられる。他にも影が本体から離れて活動する忍術も見られる。また魔物の本体が、鏡像や絵同様、影であるケースもある。

### 心理学における影
影の現象は、宗教的に重要な意味を持ち、人の生死と関係していた。人の生死は、肉体的な意味の生死と、心理的な意味の生死があり、人の発達と成長は、心理的に未熟な自己の死を経験し通過し、新しい自己として生まれることであるとも言える。
このような構想において、カール・グスタフ・ユングは彼の分析心理学において、自我を補完する元型として、影（Schatten）の元型を提唱した。影の元型は分析の初期の段階で現れることが多く、また異性として現れるアニマ・アニムスと違って、被分析者と同性の人物として現れることが多い。影は、その人の意識が抑圧したり、十分に発達していない領域を代表するが、また未来の発展可能性も示唆する。その人の生きられなかった反面をイメージ化する力といえよう。
影は否定的な意味を持つ（しばしば悪や恐怖の対象としてイメージ化される）場合が多いが、この否定性を乗り越えて、自己を発達させねばならない。それは影を無意識の世界に追いやるのではなく、むしろ影との対決、影を自分自身の否定的側面、欠如側面と意識化し、影を自我に統合することが、自我発達の道であり、自己実現の道（個性化の過程）であるとユングは唱えた。

### 文学における影
宗教的・心理学的に、影が個人にとって重要な何かだということは、文学のなかでも取り上げられている。日本において、戦国時代の武将などに使われた「影武者」という概念は、本体を守るために、二次的な模造者を代理的に立てることであるが、黒澤明の『影武者（1980年）』が示すように、影が本体と交替する可能性を持つ。
隆慶一郎の『影武者徳川家康』では、関ヶ原緒戦で暗殺された家康本人に代わって、影武者世良田次郎三郎が活躍するが、影の方が実像の家康よりも生き生きとして才知に満ちている。戦国時代の天下人であった織田信長、豊臣秀吉、そしてここで述べた徳川家康の性格や、生き方を考えるとき、互いのあいだの影の投射や受影の現象が交錯していた。どれだけ深く無意識と自我のあいだの調整を取れたかが、武将や政治家たちの運命を決めたとも、ユング心理学的には言える。
影が人間にとっていかに重要な存在かということは、ドイツの作家、アーデルベルト・フォン・シャミッソーの『影をなくした男』の物語に示されているとも言える。ペーター・シュレミールは、無尽蔵に金貨が手に入るという魔法の誘惑に負けて、悪魔に自分の影を売り渡す。しかし、富を手に入れたシュレミールは、逆に「影」がいかに重要なものか、それが彼自身の存在の意味にも関わるかを覚る。影は、人間の自我に陰翳を与え、立体的な存在として支えるのである。